# 埃米尔·布谢斯
埃米尔·布谢斯（法語：Émile Bouchès，1896年7月3日—1946年6月12日），生于莫伯日，法国男子竞技体操运动员。他曾获得1920年夏季奥运会体操比赛男子团体全能铜牌。他于1946年在莫伯日去世。